# Wauchope
Wauchope (/ˈwɔːhoʊp/ wymowaⓘ) – miejscowość w hrabstwie Macquarie w stanie Nowa Południowa Walia w Australii. Położone w odległości ok. 400 km od Sydney i 20 km na zachód od Port Macquarie, leżącego nad Pacyfikiem. Przez miasto przepływa rzeka Hastings. W okolicach Wauchope znajduje się skansen przedstawiający życie ludzi z epoki kolonialnej; Timbertown.